# Guerrilleros de Cristo Rey
Les Guerrilleros de Cristo Rey (« Guérilleros du Christ Roi », en espagnol) sont un groupe paramilitaire espagnol proche du carlisme et actif à la fin des années 1970.